# Usiewaład Janczeuski
Usiewaład Wiaczasławawicz Janczeuski (biał. Усевалад Вячаслававіч Янчэўскі, ros. Всеволод Вячеславович Янчевский, Wsiewołod Wiaczesławowicz Janczewski; ur. 22 kwietnia 1976 w Borysowie) – białoruski polityk, w latach 2000–2004 deputowany do Izby Reprezentantów Zgromadzenia Narodowego Republiki Białorusi II kadencji, od 2008 roku kierownik Głównego Zarządu Ideologicznego Administracji Prezydenta Białorusi.

## Życiorys
Urodził się 22 kwietnia 1976 roku w Borysowie, w obwodzie mińskim Białoruskiej SRR, ZSRR. W 1998 roku ukończył studia na Wydziale Prawa Białoruskiego Uniwersytetu Państwowego, uzyskując wykształcenie politologa prawnika. W czasie wyborów prezydenckich w 1994 roku był aktywistą kampanii wyborczej Alaksandra Łukaszenki. Rok później, w czasie wyborów parlamentarnych, wchodził w skład sztabu wyborczego Stanisłaua Szuszkiewicza. Do 27 marca 2001 roku pełnił funkcję I sekretarza Komitetu Centralnego Białoruskiego Patriotycznego Związku Młodzieży. Wchodził w skład zarządu Fundacji Osłon Społecznych dla Młodzieży i kolegium Narodowej Państwowej Kompanii Radiowo-Telewizyjnej Republiki Białorusi. Był członkiem partii Słowiański Sobór „Biełaja Ruś”.
21 listopada 2000 roku został deputowanym do Izby Reprezentantów Zgromadzenia Narodowego Republiki Białorusi II kadencji ze Słuckiego Okręgu Wyborczego Nr 90. Wchodził w niej w skład Stałej Komisji ds. Edukacji, Kultury, Nauki i Postępu Naukowo-Technicznego. Był także członkiem grupy deputackiej „Przyjaciele Bułgarii”. 3 maja 2001 roku wszedł w skład delegacji Zgromadzenia Narodowego Republiki Białorusi w Strukturze Parlamentarnej Inicjatywy Środkowoeuropejskiej. Jego kadencja deputowanego zakończyła się w 2004 roku. W lipcu 2005 roku został redaktorem naczelnym nowego, założonego przez Administrację Prezydenta, czasopisma „Płanieta”. 18 kwietnia 2008 roku objął stanowisko doradcy Prezydenta Republiki Białorusi – kierownika Głównego Zarządu Ideologicznego Administracji Prezydenta Białorusi.
2 lutego 2011 roku znalazł się na liście pracowników organów administracji Białorusi, którzy za udział w domniemanych fałszerstwach i łamaniu praw człowieka w czasie wyborów prezydenckich w 2010 roku otrzymali zakaz wjazdu na terytorium Unii Europejskiej.

## Odznaczenia
- Order Honoru (11 marca 2016) – za wysoki profesjonalizm, wzorowe wykonanie obowiązków służbowych, aktywny udział w życiu społecznym[8].

## Życie prywatne
Usiewaład Janczeuski jest żonaty.